# 泽民巷 (宁波)
泽民巷，原名泽民庙，是浙江省宁波市一条已废止的街巷。1932年定名泽民巷，因原有泽民庙而得名。泽民庙为唐代祭祀刺史吴谦而建，王应麟和王安石均在庙中留下诗作，后为泽民小学，1990年辟建环城西路时拆除，巷亦废。长120米，宽3米。